# Заїм (Каушенський район)
Заїм (рум. Zaim) — село в Молдові в Каушенському районі. Є центром однойменної комуни, до складу якої також входять села Мар'янка-де-Сус та селище залізничної станції Заїм.

## Відомі люди
- Петру Кераре — молдовський поет, письменник, публіцист, драматург.
- Яків Сирбу — радянський, український режисер-документаліст.
- Василь Циєвський — бессарабський і румунський політик, адміністратор і письменник.

В селі провів дитинство автор гімну Молдови Алексей Матеєвич.

## Визначні місця
В селі є музей Алексея Матеєвича.